# Wakefield, Kansas
Wakefield är en ort i Clay County i Kansas. Vid 2010 års folkräkning hade Wakefield 980 invånare.